# Przesmyki
Przesmyki – wieś w Polsce położona w województwie mazowieckim, w powiecie siedleckim, w gminie Przesmyki. Ma status sołectwa. Leży w odległości ok. 24 km od granic Siedlec. Miejscowość jest siedzibą gminy.
W latach 1954-1972 wieś była siedzibą gromady Przesmyki. W latach 1975–1998 miejscowość administracyjnie należała do województwa siedleckiego.

## Historia
Pierwszy kościół parafialny, drewniany pod wezwaniem św. Jakuba Apostoła pochodzący z 1465 został spalony przez Szwedów w 1657. Regest poborowy z czasów Stefana Batorego w 1580 podaje, że Parafia św. Jakuba Apostoła w Przesmykach była jedną z najrozleglejszych w ówczesnym powiecie drohickim i liczyła 27 wsi. Zachował się kościół parafialny z 1776, wzniesiony z drewna staraniem proboszcza Ludwika Wessla. Konsekrowany przez biskupa Jana Szyjkowskiego w 1783. Wewnątrz barokowy ołtarz główny oraz boczne, datowane na XVIII w. (zostały przeniesione z Siemiatycz).
Kościół w Przesmykach zaliczany jest do najcenniejszych drewnianych zabytków sakralnych południowego Podlasia. Obiekt znajduje się na Pętli Siedleckiej szlaku turystycznego Drewniane Skarby Mazowsza. Na osi kościoła stoi murowana dzwonnica-brama z przejściem ze sklepieniem kolebkowo-krzyżowym, wzniesiona po 1869. W zespole kościoła od strony wschodniej znajduje się dziewiętnastowieczna drewniana organistówka będąca świetnym przykładem podlaskiego budownictwa. Na cmentarzu parafialnym usytuowana jest neogotycka kaplica zbudowana około połowy XIX w., z ludowymi rzeźbami św. Kazimierza i św. Jacka.

## Współczesność
Przed Gminnym Ośrodkiem Kultury pomnik poświęcony marszałkowi Józefowi Piłsudskiemu, odbudowany w 2000 w miejsce pomnika z 1932. W latach 90. wybudowano w Przesmykach pierwszą tego typu w Polsce przechowalnię ziemniaka w ramach pomocy rządu Kanady dla Polski. Poza tym znajdują się tu liczne obiekty infrastruktury społecznej i kulturowej tj.: GOK, klub dyskotekowy, biblioteka, jednostka Ochotniczej Straży Pożarnej, komisariat policji, Zespół Szkół ze szkołą podstawową i przedszkolem (na budynku dalej błędnie widnieje informacja o publicznym gimnazjum), Urząd Gminy, przychodnia lekarska, apteka, bank, poczta, kościół parafialny, piekarnia, młyn, tartak, stacja paliw i wiele innych pełniących funkcje usługowe dla okolicznych mieszkańców.
Co roku w drugiej połowie września Przesmyckie Stowarzyszenie Rozwoju Gospodarczego z siedzibą w Przesmykach organizuje festyn pod nazwą „Dokopiny Ziemniaka”. Jest to impreza promująca Gminę Przesmyki oraz powiat siedlecki w skali województwa mazowieckiego i nie tylko.

Ze wsi pochodził Zdzisław Czapski.

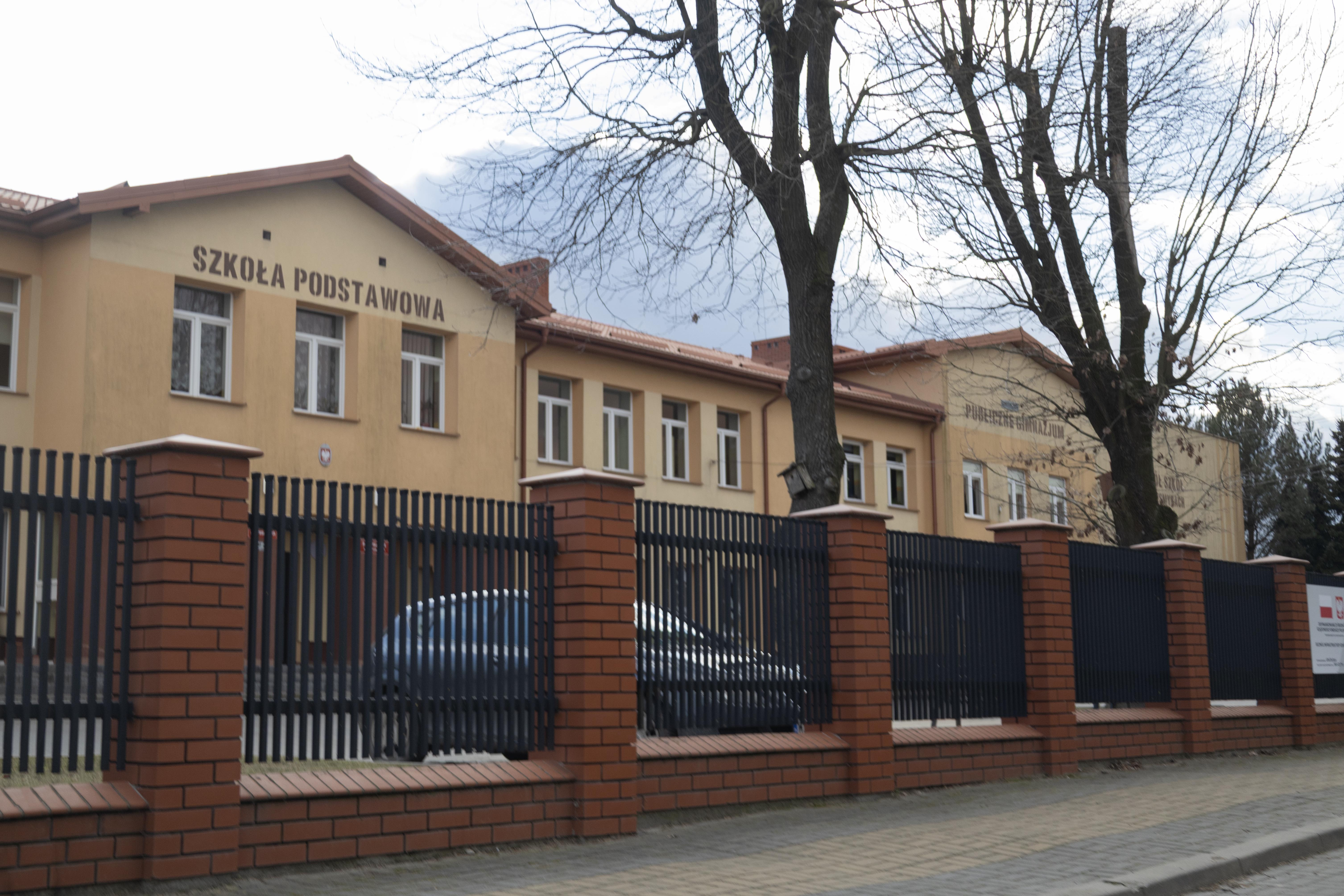
Zespół Szkół w Przesmykach
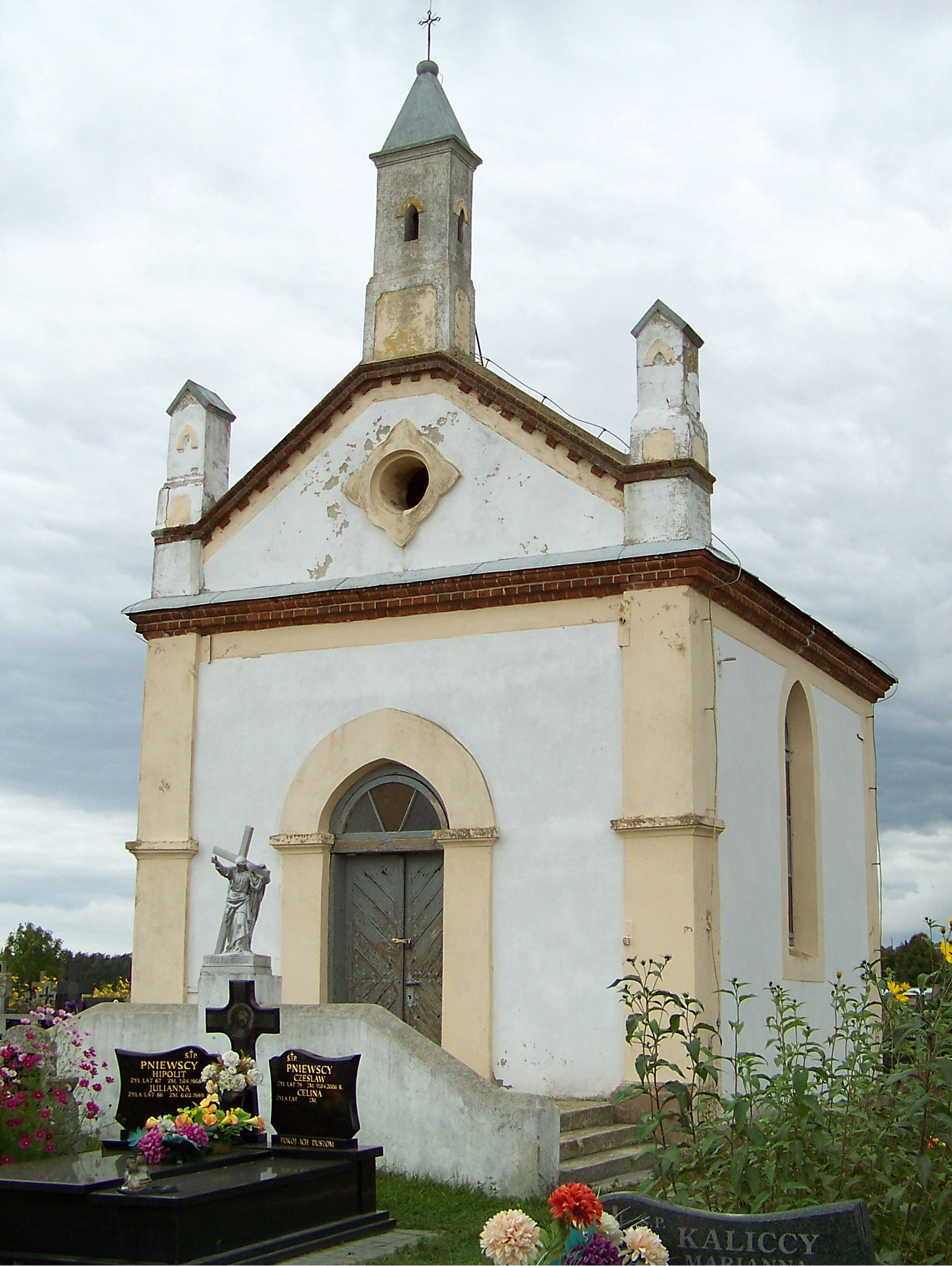
Kaplica na cmentarzu
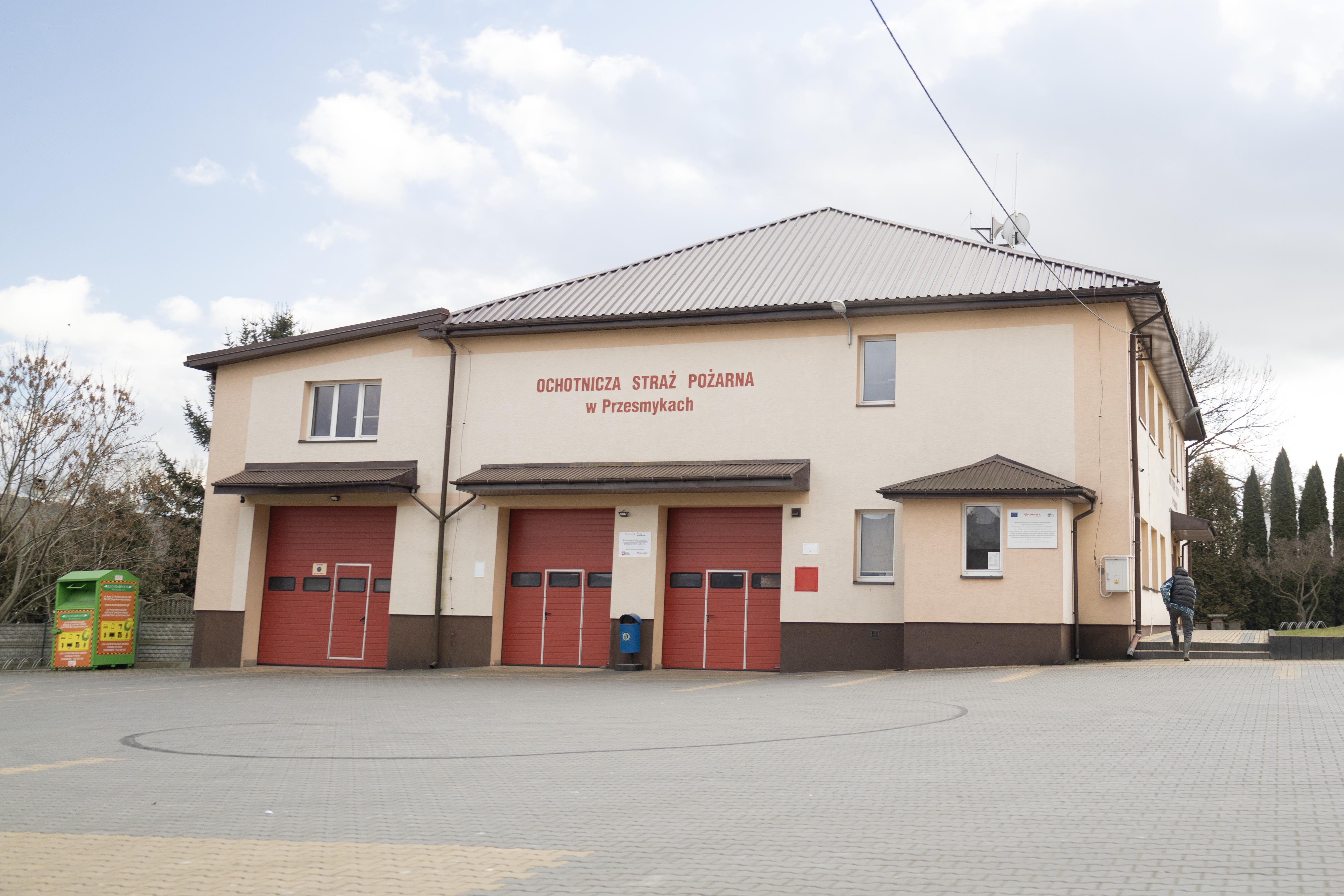
Ochotnicza Straż Pożarna